# 红色康拜因
《红色康拜因》是2007年上映、中国现实主义公路电影。
故事发生于一对父子之间。电影由蔡尚君执导，姚安濂、吕玉来、黄璐、石俊辉等主演。